# みどり市立大間々東中学校
みどり市立大間々東中学校（みどりしりつ おおままひがしちゅうがっこう）は、群馬県みどり市大間々町大間々にある公立中学校。
通称「大東中（だいとうちゅう）」

## 所在地
- 群馬県みどり市大間々町大間々1829-1

## 学区
- 大間々町大間々の一部（大間々六丁目 - 七丁目、諸町（8区）、原（13区））[1][2]

## 沿革
- 1984年（昭和59年） - 大間々町立大間々東中学校　開校
- 1985年（昭和60年） - 校歌・校旗制定

## 学校周辺
- みどり市立大間々東小学校
- 上毛線・東武桐生線：赤城駅
- 柏・東保育園